# 金俊奎
金俊奎（： Kim Jun-Kyu，2000年9月9日—），韓国男歌手，隸屬於YG娛樂，為男子團體組合TREASURE成員，在团内与Asahi共同担任队长，隊內定位為Lead vocal。2018年參加選秀節目《YG寶石盒》，成為出道組成員，並於2020年8月7日以團體TREASURE正式出道。

## 經歷

### 出道前
幼時曾為兒童模特兒，拍攝過許多廣告。
與成員道榮同為Def Dance Skool舞蹈學院出身。
2014年，通過徵選進入YG成為練習生。
2017年，參加YG選秀節目《MIXNINE》，最終在節目中獲得第35名。
2018年11月，參加YG選秀節目《YG寶石盒》；2019年1月18日，宣布成為出道組成員。

### 出道後
2020年8月7日，以團體TREASURE正式出道。
2023年6月14日，YG娛樂公布俊奎成為小分隊「T5」的第二位成員；6月28日，發表首張單曲《MOVE》。

## 音樂作品
韓國音樂著作權協會登記編號為10039596 （页面存档备份，存于）。

### 創作歌曲
| 發行日期      | 歌曲名稱         | 收錄專輯      | 作詞 | 作曲 |
| ------------- | ---------------- | ------------- | ---- | ---- |
| 2023年6月28日 | MOVE             | 《MOVE (T5)》 |      |      |
| 2023年7月28日 | BONA BONA        | 《REBOOT》    |      |      |
| 2023年7月28日 | I WANT YOUR LOVE | 《REBOOT》    |      |      |
| 2023年7月28日 | WONDERLAND       | 《REBOOT》    |      |      |
| 2023年7月28日 | B.O.M.B          | 《REBOOT》    |      |      |